# San Juan, Metro Manila
San Juan là một thành phố tại Metro Manila của Philippines. Trước khi thành lập Vùng đô thị này, thành phố trực thuộc tỉnh Rizal. Hiện nay San Juan là thành phố có diện tích nhỏ nhất tại Metro Manila cũng như cả nước. So sánh với cách phân chia hành chính tại Việt Nam thì thành phố này có thể coi là một "quận" của một thành phố thống nhất (Metro Manila).